# رم (فیلم ۱۹۷۲)
رُم (ایتالیایی: Roma) یا رُمِ فلینی (به انگلیسی: Fellini's Roma) فیلمی در ژانر کمدی و درام به کارگردانی فدریکو فلینی است که در سال ۱۹۷۲ منتشر شد.

## بازیگران
- دنیس کریستوفر
- الئونورا جورجی
- الیوت مورفی
- کاساندرا پیترسون
- رناتو زیرو
- فدریکو فلینی
- آنا مانیانی
- مارچلو ماسترویانی
- آلبرتو سوردی
- گور ویدال
- میمو پُلی
- انیو آنتونلی
- لوردانا مارتینز
- مارچلا دی فولکو